# Crnogorsko narodno kazalište
Crnogorsko narodno pozorište (crnogorski: Crnogorsko narodno pozorište) osnovano je u glavnom gradu Crne Gore Podgorici (tada Titogradu), sredinom dvadesetog stoljeća, pod nazivom Gradsko narodno pozorište (Gradsko narodno kazalište). Svečano je otvoreno premijernom predstavom 1. studenoga 1953. godine. Od 1956., kad se uselilo u svoju prvu zgradu, promijenilo je naziv u Narodno pozorište (Narodno kazalište). Do kraja pedesetih godina u Crnoj Gori je obavljena transformacija gotovo svih profesionalnih kazališta (u Nikšiću, Kotoru, Cetinju i Pljevljima) u poluprofesionalna. Ideja je bila da se objedinjavanjem snaga konstituira jedno jako kazalište koje će zadovoljiti sve uvjete i pretpostavke nacionalnog teatra. Od 1958. godine, Narodno kazalište u Titogradu (Podgorici) preuzima središnju ulogu u kazališnom životu Republike. Naziv Crnogorsko narodno kazalište ovaj teatar dobiva tek 1969. godine, iako je i do tada djelovao sa svim atributima nacionalnog. Inače, to se ime prvi put javlja odmah poslije drugog svjetskog rata, kada ga je dobio obnovljeni teatar u crnogorskoj prijestolnici Cetinju. 
Crnogorsko narodno kazalište okupljalo je veliki broj afirmiranih glumaca s crnogorskog kazališnog prostora, ali i iz drugih sredina iz republika bivše države Jugoslavije. Pred tako konstituiran, desetljećima jedini profesionalni teatar u Crnoj Gori (uz Pionirsko kazalište), postavljeni su izuzetno ozbiljne zadaće: uz obvezu da njeguje nacionalno dramsko stvarakaštvo, trebalo je stvarati kvalitetni repertoar koji bi reprezentirao najviše domete domaće i svjetske dramaturgije, pred publikom čitave Crne Gore i šire. 
Značajan iskorak Crnogorskog narodnog kazališta iz domaće sredine bio je premijera predstave Gorski vijenac, po dramskom spjevu najvećeg crnogorskog pjesnika romantizma, Petra II. Petrovića Njegoša, u adaptaciji i režiji redatelja Nikole Vavića, u Zagrebu prosinca 1960., a u čast stogodišnjice Hrvatskog narodnog kazališta. Inače, Njegoševo djelo je, u raznim dramaturško-režijskim obradama, kontinuirano nazočno na pozornici nacionalnog teatra. Treba pomenuti prvu postavku Njegoševog “istoričeskog sobitija” Lažni car Šćepan Mali”, koju je, 1969. godine, na pozornicu CNP postavio redatelj Blagota Eraković.
Crnogorsko narodno kazalište značajnije se otvorilo prema drugim sredinama početkom sedamdesetih godina 20. stoljeća, o čemu svjedoče sudjelovanja njegovih produkcija na festivalima koji su bili od značaja za cijelu bivšu SFRJ. Od sredine sedamdesetih, kada je za upravnika CNP-a došao istaknuti dramski umjetnik i kazališni organizator Vlado Popović, počela je nova značajna etapa rada nacionalnog teatra. Tada je promovirana programska koncepcija po kojoj je nužno teatar osloboditi “krute ljušture institucionalizma”. U tome periodu izvedeno je više uspjelih predstava koje su probudile zanimanje gledateljstva i kritike. 
Osamdesete godine 20. stoljeća protekle su u krizi i traganju za vlastitim stvarateljskim identitetom, a tek poneka predstava bi doživjela primjetniji uspjeh. Na kraju te etape, 1989. godine, zgrada Crnogorskog narodnog kazališta nestala je u požaru, čime je za niz godina uništena svaka mogućnost njegovog stavljanja u osnovnu funkciju. 
Useljenjem u obnovljeno zdanje, svibnja 1997. godine, Crnogorsko narodno kazalište doživljava svoju punu reafirmaciju, u vremenu kad je trajalo obnavljanje ratom pokidanih kulturnih veza prekinutih velikosrpskom agresijom. Obnavljanju veza veliki je doprinos dao crnogorski nacionalni teatar. Novu koncepciju razvoja ove kazališne kuće uspješno je u tome razdoblju realizirala stručno-organizacijska i umjetnička ekipa, na čelu s redateljem Branislavom Mićunovićem. Za samo nekoliko sezona, na sceni Crnogorskog narodnog kazališta ostvaren je značajan broj predstava koje su odlično primljene od gledateljstva i kritike. Njihovoj realizaciji doprinijeli su, pored domaćih i gostujući glumci, redatelji i ostali scenski umjetnici iz inozemstva, najviše iz gotovo svih okolnih zemalja. Od značaja je i činjenica da su u projektima nacionalnog teatra našli mjesta najbolji mladi glumci s Fakulteta dramskih umjetnosti s Cetinja.